# Dibyanagar
Dibyanagar (nep. ध्यौराली) – gaun wikas samiti w środkowej części Nepalu w strefie Narajani w dystrykcie Chitwan. Według nepalskiego spisu powszechnego z 2001 roku liczył on 1612 gospodarstw domowych i 8088 mieszkańców (4242 kobiet i 3846 mężczyzn).